# Armstrong (Ontario)
Pour les articles homonymes, voir Armstrong.
Armstrong est une municipalité cantonale de l'Ontario située dans le district de Timiskaming, près de la frontière avec le Québec.
Armstrong est composé de la municipalité majoritairement franco-ontarienne d'Armstrong et d'un hameau rural francophone Earlton. 
Au recensement de la population de 2011, la population totale d'Armstrong et d'Earlton, s'élève à 1 216 habitants dont environ 800 villageois franco-ontariens pour Earlton. À 2,5 km se trouve l'aéroport régional de Earlton-Timiskaming.
La population est majoritairement francophone  avec 66 % de Franco-ontariens. La minorité anglophone compose 31 % de la population. Il y a également 3 % d'allophones.

## Démographie
| 2001  | 2006  | 2011  | 2016  |
| ----- | ----- | ----- | ----- |
| 1 223 | 1 155 | 1 216 | 1 166 |